# 佐賀県警察
佐賀県警察（さがけんけいさつ）は、佐賀県が設置した警察組織であり、佐賀県内を管轄区域とし、佐賀県警と略称する。警察法上、佐賀県公安委員会の管理を受けるが、給与支払者は佐賀県知事である。また、警察庁九州管区警察局の監督下にある。
本部所在地は佐賀市松原1丁目1-16。10の警察署と、1610人の警察官からなる。

## 本部組織
- 警務部
  - 総務課
    - 渉外担当官
    - 庶務・秘書係
    - 渉外係
    - 公安委員会補佐官室
      - 公安委員会係

    - 取調べ監督室
      - 取調べ監督係

  - 広報県民課
    - 庶務係
    - 広報係
    - 県民の声係
    - 情報公開係
    - 文書係
    - 犯罪被害者支援室
      - 被害者支援係

  - 警務課
    - 術科師範
    - 庶務係
    - 人事係
    - 給与係
    - 企画第一係
    - 企画第二係
    - イノベーション戦略係

  - 人材育成課
    - 採用係
    - 教養係
    - 機関誌係
    - 術科・拳銃管理係

  - 監察課
    - 庶務係
    - 企画係
    - 表彰係
    - 監察係
    - 訟務係
    - 留置管理係
    - 護送係

  - 会計課
    - 庶務係
    - 予算係
    - 用度係
    - 出納第一係
    - 出納第二係
    - 会計監査室
      - 監査係
      - 指導係

  - 施設装備課
    - 管財係
    - 営繕係
    - 装備係

  - 厚生課
    - 庶務係
    - 厚生係
    - 共済係
    - 健康管理室
      - 健康管理係

  - 情報管理課
    - 庶務係
    - 企画・指導係
    - 情報セキュリティ係
    - システム開発係
    - 電算運用係
    - 電話交換係
    - 照会係

- 生活安全部
  - 生活安全企画課
    - 生活経済事犯捜査共助官
    - 庶務係
    - 企画・指導係
    - 特別捜査係
    - 許可事務管理室
      - 企画・支援係
      - 営業係
      - 風俗営業係
      - 鉄砲・危険物係

    - 安全・安心まちづくり推進室
      - 安全・安心まちづくり推進係

  - 人身安全・少年課
    - 庶務係
    - 企画・指導係
    - 少年事件係
    - 子供・女性安全対策係
    - 人身安全対策室
      - 人身安全対策指導係
      - 人身安全対策支援第一係
      - 人身安全対策支援第二係
      - 人身安全対策支援第三係
      - 虐待対策係
      - 行方不明対策係

    - 少年サポートセンター
      - 少年サポート係

  - サイバー犯罪対策課
    - 庶務係
    - 企画・指導係
    - サイバーセキュリティ対策係
    - 捜査支援係
    - デジタルフォレンジック係
    - サイバー犯罪対策係
    - サイバー犯罪捜査係

  - 地域課
    - 庶務係
    - 企画係
    - 有明海機動警ら係
    - 地域指導室
      - 指導係

    - 鉄道警察隊
      - 警ら係

  - 通信指令課
    - 通信指令官
    - 庶務係
    - 企画・指導係
    - 通信指令第一係
    - 通信指令第二係
    - 通信指令第三係

- 刑事部
  - 刑事企画課
    - 取調べ指導担当官
    - 庶務係
    - 企画係
    - 指導係
    - 公判対応係
    - 捜査支援室
      - 手配共助係
      - 犯罪統計係
      - 捜査支援係

  - 捜査第一課
    - 庶務係
    - 企画・指導係
    - 手口係
    - 盗犯係
    - 盗犯特別捜査係
    - 特殊事件捜査係
    - 強行広域係
    - 強行犯特別捜査係
    - 機動捜査隊
      - 機動捜査係

    - 検視官室
      - 検視係

  - 捜査第二課
    - 庶務係
    - 企画係
    - 指導係
    - 選挙対策係
    - 特別捜査第一係
    - 特別捜査第二係
    - 特別捜査第三係

  - 組織犯罪対策課
    - 庶務係
    - 情報分析係
    - 犯罪収益対策係
    - 企画・指導第一係
    - 企画・指導第二係
    - 指定管理係
    - 暴排係
    - 国際捜査係
    - 特別捜査第一係
    - 特別捜査第二係
    - 特殊詐欺捜査室

  - 鑑識課
    - 鑑識指導担当官
    - 庶務係
    - 指導係
    - 現場係
    - 機動鑑識係
    - 写真係
    - 足痕跡係
    - 指紋係

  - 科学捜査研究所
    - 庶務係
    - 法医第一係
    - 法医第二係
    - 文書係
    - 心理係
    - 化学係
    - 物理係

- 交通部
  - 交通企画課
    - 交通事故分析官
    - 庶務係
    - 企画第一係
    - 企画第二係
    - 事故分析・統計係

  - 交通指導課
    - 庶務係
    - 企画・指導係
    - 特別捜査係
    - 交通事故事件捜査係
    - 交通鑑識係
    - 駐車対策係
    - 交通反則通告センター
      - 反則通告係

  - 交通規制課
    - 庶務係
    - 企画調査係
    - 許可係
    - 規制調査係
    - 標識標示係
    - 信号係
    - 交通管制係

  - 運転免許課
    - 庶務係
    - 行政処分係
    - 免許係
    - シルバードライバーズサポート室
      - 講習係
      - 高齢運転者支援係

    - 運転免許試験場
      - 教習係
      - 学科係
      - 技能係

  - 交通機動隊
    - 庶務係
    - 管理係
    - 訓練係
    - 第一小隊
    - 第二小隊
    - 第三小隊

  - 高速道路交通警察隊
    - 庶務係
    - 管理送致係
    - 被害者支援係
    - 佐賀本隊
    - 鳥栖分駐隊
    - 武雄分駐隊

- 警備部
  - 警備第一課
    - 庶務係
    - 分析第一係
    - 分析第二係
    - 外事・国際テロリズム対策室
      - 外事係
      - 国際テロリズム対策係
      - サイバー攻撃対策係
      - 情報第一係
      - 情報第二係
      - 事件捜査係

  - 警備第二課
    - 航空担当官
    - 庶務係
    - 緊急事態対策係
    - 災害対策係
    - 警備実施係
    - 警衛・警護室
      - 警衛・警護係

    - 警察航空隊
      - 飛行係
      - 整備係

  - 警衛警備対策課
    - 庶務係
    - 総括係
    - 警備対策第一係
    - 警備対策第二係
    - 警備対策第三係
    - 交通対策係

  - 機動隊
    - 庶務係
    - 装備係
    - 訓練係
    - 原発警戒係
    - 第一中隊
    - 第二中隊

- 警察学校
  - 庶務係
  - 生活指導係
  - 教務係
  - 術科係

## 警察署
警察署数は10。警察車両のナンバー地名はすべて「佐賀」となる。警察署長の階級は佐賀南署が警視正、他署はすべて警視職。
| 地区 | 警察署名称   | 所在地                   | 管轄区域                                 | 幹部派出所 |
| ---- | ------------ | ------------------------ | ---------------------------------------- | ---------- |
| 佐城 | 佐賀北警察署 | 佐賀市高木瀬町大字東高木 | 佐賀市北部                               | なし       |
| 佐城 | 佐賀南警察署 | 佐賀市本庄町大字本庄     | 佐賀市南部                               | なし       |
| 佐城 | 小城警察署   | 小城市三日月町久米       | 小城市、多久市                           | 多久       |
| 三神 | 鳥栖警察署   | 鳥栖市元町               | 鳥栖市、三養基郡基山町・上峰町・みやき町 | なし       |
| 三神 | 神埼警察署   | 神埼市神埼町枝ヶ里       | 神埼市、神埼郡吉野ヶ里町                 | なし       |
| 唐松 | 唐津警察署   | 唐津市二タ子三丁目       | 唐津市、東松浦郡玄海町                   | 相知、呼子 |
| 伊西 | 伊万里警察署 | 伊万里市二里町八谷搦     | 伊万里市、西松浦郡有田町                 | 有田       |
| 杵藤 | 武雄警察署   | 武雄市武雄町大字武雄     | 武雄市                                   | なし       |
| 杵藤 | 白石警察署   | 杵島郡白石町大字東郷     | 杵島郡白石町・大町町・江北町             | 大町       |
| 杵藤 | 鹿島警察署   | 鹿島市大字中村           | 鹿島市、嬉野市、藤津郡太良町             | 嬉野       |

### 警察署の再編
- 2004年（平成16年）6月 - 県内の警察署再編計画案が発表される[1]。

- 2005年（平成17年）4月1日 - 相知・呼子の2警察署を隣接する唐津警察署に統合。
  - 相知警察署が唐津警察署に統合され、相知幹部派出所となる。
  - 呼子警察署が唐津警察署に統合され、呼子幹部派出所となる。

- 2006年（平成18年）4月1日 - 多久・有田・大町・嬉野の4警察署を隣接する各警察署に統合[2][3][4]。
  - 多久警察署が小城警察署に統合され、多久幹部派出所となる。
  - 有田警察署が伊万里警察署に統合され、有田幹部派出所となる。
  - 大町警察署が白石警察署に統合され、大町幹部派出所となる。武雄市の旧北方町を旧大町警察署から武雄警察署に移管。
  - 嬉野警察署が鹿島警察署に統合され、嬉野幹部派出所となる。

- 2017年（平成29年）4月1日 - 佐賀市を管轄する2署を再編[5]。
  - 佐賀警察署が佐賀北警察署に改称。
  - 佐賀市本庄町に佐賀南警察署を開設。諸富警察署が佐賀南警察署に統合され諸富交番となる。

## マスコットキャラクター
- ごろうくん（マスコットキャラクター一覧）
  - 1999年（平成11年）制定。イラストの原案は県警の警察官によるもの。

## 主な事件
1981年（昭和56年）には佐賀県警が指紋の確認をせず身元を断定した被害者が、福岡県警察の捜査により全くの別人かつ保険金殺人の被害者だったことが判定するという出来事があったほか、1999年（平成11年）時点では1980年（昭和55年）以降に発生した未解決の殺人事件が8件（被害者11人）におよび、うち5件（同6人）の公訴時効が成立していたことから、「事件に弱い」という評判が立っており、仕事が捌けない県警という意味で「さばけんけい」と揶揄する向きもあった。同年に発覚した長崎・佐賀連続保険金殺人事件でも、7年前の1992年（平成4年）に発生した事件で水死した被害者の死因を事故と判断、事件を解決した長崎県警察から捜査ミスを指摘された。
- 1989年（平成元年） 佐賀女性7人連続殺人事件（未解決事件）
- 2000年（平成12年） 西鉄バスジャック事件
- 2007年（平成19年） 知的障害者身柄確保死亡事件
- 2007年（平成19年） 佐賀入院患者射殺事件

### 未解決事件
- 佐賀強盗致傷事件（被疑者は現在も逃亡中で、全国に指名手配されている）[8]
- 鳥栖市会社員殺害事件[9]

## 不祥事
- 2008年（平成20年） 捜査協力者逮捕訴訟。知人の強盗計画を通報しおとり捜査に協力したところ、共犯者として逮捕され実名報道された男性が、賠償を求めて提訴した。2010年（平成22年）8月に地裁で賠償命令が出された。県警は控訴したが、高裁も2011年（平成23年）に一審を支持した。
- 2011年（平成23年） 交通部で、2009年（平成21年）6月から12月までと2010年（平成22年）1月から6月までの交通人身事故の発生件数が、実際より些少に報告されていたことが発覚した。“軽微なもの”については計上しないよう県内各署に通達までされていた。改竄に至ったのは、当時の県警本部長による厳しい叱責があったためと1月14日の記者会見で県警警務部長が明かした。
- 2012年（平成24年）
  - 1月 交番に勤務していた巡査が賭けボウリングをしていたことが分かり、賭博容疑で書類送検され巡査は依願退職した。[10]同月、本部に勤務している男性警部が懇親会費を私的流用していたとして本部長訓戒処分を受けていたことが発覚した他、警察署勤務の巡査長が2011年12月、勤務後に警察手帳を紛失し本部長訓戒処分を受けていたことも同時に分かった。[11]
  - 3月 佐賀警察署地域第一課長の警部が以前取り調べた元暴力団員や消費者金融から多額の借金をしていたことが発覚し、警部は依願退職した[12]。
- 2013年（平成25年）
  - 3月 刑事部の警視がパチンコ店で置き引きをした容疑で近日中に書類送検する方針。[13]
  - 11月 佐賀市内で9月下旬に発生した恐喝未遂事件で、県警は11月21日に被害者が加害者の顔写真を見せて「この人だ」との証言を得たことで佐賀市内の40歳代の男性を逮捕したが、この男性は容疑を否認した。このため再度被害者に確認させたところ、別人であると判明したとして同日に釈放した[14]。
- 2019年（令和元年）10月4日 - 県内警察署の地域部門に所属する男性警部補（30代）が、7月25日に佐賀市内の大型商業施設で31日に同市内の図書館でそれぞれ女性のスカート内を盗撮した。さらに8月11日には熊本県内の高速道のサービスエリア店内で20代女性のスカート内を盗撮したとして、熊本県警察が熊本、佐賀両県の迷惑防止条例違反（盗撮）の疑いで男性警部補を熊本地方検察庁に書類送検した。県警は10月4日付で減給10分の1（6カ月）の懲戒処分とし、男性警部補は同日付で依願退職となった[15]。
- 2020年（令和2年）
  - 1月31日 - 県警は県内警察署の課長の男性警部（50代）を道路交通法違反（酒気帯び運転）の疑いで書類送検し、停職1カ月の懲戒処分とした。男性警部は同日付で依願退職した[16]。
  - 10月31日 - 鳥栖警察署管内在住の30代の女性が2019年10月に福岡県の太宰府市で元暴力団員などから暴行を受け、死亡した事件で遺族から複数回に亘る相談を受けたにもかかわらず、同署は被害届を受理しなかったことが判明された。佐賀県警はそれを認めたものの、「（内部調査において）対応に問題はなかった」とコメントし、内外から批判が相次いだ。

- 2025年（令和7年）2月14日 - 同日、県警は伊万里警察署と鹿島警察署のパトカー計2台が無車検、無保険の状態で計約4千キロ走行していたと発表した。県警は故意性が無いと判断し立件を見送った[17]。

### 関与した冤罪事件
- 佐賀女性7人連続殺人事件